# Eierkopf
Eierkopf ist ein umgangssprachlicher Begriff, der, mal eher abwertend, mal (selbst-)ironisch, als Bezeichnung für Wissenschaftler verwendet wird. Der Begriff zielt auf die laut Vorurteil bei Akademikern besonders häufige (Halb-)Glatze ab.
Der Begriff ist auf eine längliche ovale Kopfform anwendbar.
In Europa besitzt jedoch die Physiognomik eine lange Tradition, bei der aus äußerlichen Merkmalen insbesondere des Gesichts auf bestimmte Verhaltensmerkmale geschlossen wird. Im 20. Jahrhundert führte diese in eine umfassende pseudowissenschaftliche Lehre der Phrenologie, bei der aus einer einfachen Vermessung eines Schädels eine Vielzahl von Eigenschaften der Person geschlossen wurde.
Zu den Elementen der Verbindung von Kopfform und hohen geistigen Leistungen gehörte schon früh die hohe Stirn, die schon im Mittelalter zu einer Mode führte, die vorderen Stirnhaare auszuzupfen. Die Verortung des vorausschauenden Denkens in den Frontallappen des Gehirn stütze diese These im frühen 20. Jahrhundert, weitere Gehirnforschung bezog einen ausgeprägten Mittelbalken auf eine breite Kombinationsfähigkeit. Die Verteilungen sind zwar äußerlich nicht ablesbar, die Akzeptanz in akademischen Kreisen des 20. Jahrhunderts führt jedoch darauf, dass sich Akademiker eher mit Glatze zeigten, statt dem Sinnbild des vollen Haars als äußerlichem Gesundheitsmerkmal nachzugehen (etwa mit Perücken oder über den Kopf gestrichenen Haaren).
Eine Herkunftsthese, in der Eierkopf und Akademiker zusammengehen, bezieht sich nun auf diese Akzeptanz von Glatzen und den Umstand, dass Akademiker auf Fotos häufiger mit Glatze zu sehen sind als andere Berufszweige. So kann der Begriff als Spitzname für Lehrer unter den Studenten entstanden sein, bei der eine Person anhand eines auffälligen äußeren Merkmals bezeichnet wird, und in der Häufigkeit eine Klassenbezeichnung entstanden sein, die Vorläufer des politischen Begriffs ist.

## Politischer Begriff

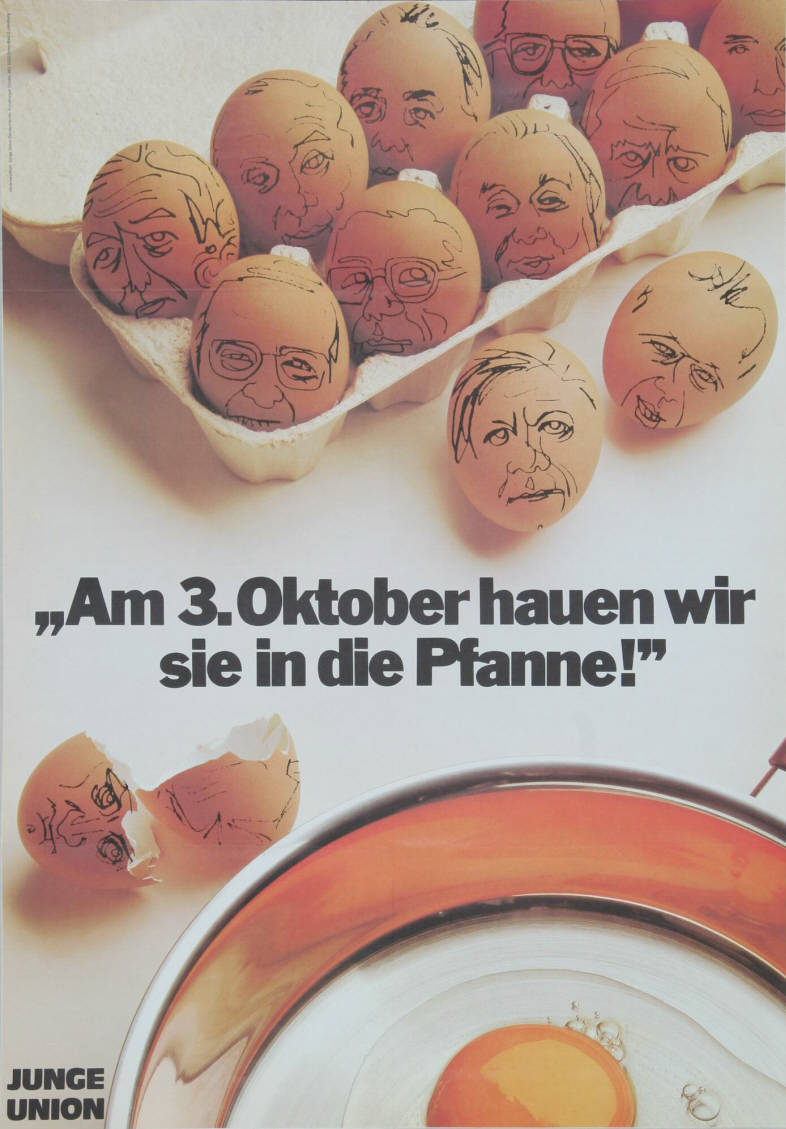
Ein bildhaftes Wahlplakat der CDU gegen die regierenden „Eierköpfe“ der SPD-FDP-Koalition, 1976

Der Ursprung der abwertenden Verwendung des Begriffs ist nicht vollständig geklärt. Bekannt ist jedoch, dass der gleichbedeutende englische Begriff egghead anscheinend das erste Mal in den 1950er Jahren im amerikanischen Wahlkampf auftrat. Richard Nixon benutzte ihn in negativer Weise für seine Gegner – er bezeichnete sie damit als abgehobene Intellektuelle, die den praktischen Bezug zu den Realitäten und deren Anforderungen verloren haben. Zum Verhängnis wurde diese Bezeichnung besonders dem zweimaligen Präsidentschaftskandidaten der Demokratischen Partei Adlai Stevenson, dessen Niederlagen gegen Dwight D. Eisenhower nicht zuletzt auf seinen wenig volksnahen Stil zurückzuführen waren.
Eine andere These des Science-Fiction-Autors Philip K. Dick legt den Ursprung des Wortes in die Zeit des Nationalsozialismus: Eierkopf wurde angeblich von Nationalsozialisten für Intellektuelle verwendet, da ihre Schädel leicht zerbrechen, wenn darauf geschlagen wird. Diese Herkunft des Wortes ist allerdings unbelegt und wahrscheinlich Fiktion – womöglich eine Rückübertragung aus dem Umstand, dass Nationalsozialisten anfänglich auch anhand der Kopfform versuchten, Menschen rassisch zu klassifizieren.

## Weitere Verwendung
- Bei der Eisenbahn steht der Ausdruck Eierkopf umgangssprachlich für bestimmte Elektro- und Dieseltriebwagen. Die Elektro-Triebwagen ET 30 und ET 56 (Baureihen 430 und 456) sowie die Diesel-Triebwagen VT 08 und VT 125 (Baureihen 613 und 612) der Deutschen Bundesbahn wurden aufgrund der Form ihrer Führerstände als Eierköpfe bezeichnet.

- Beim Film und in der Fernsehtechnik wird dieser Ausdruck für die falsch dargestellten Kreise bzw. Köpfe gebraucht, was dann vorkommt, wenn anamorphe Breitbilder mit einer normalen Linse bzw. im 4:3-Format gezeigt werden.